# Motörhead (disc)
Motörhead és l'àlbum debut del grup britànic Motörhead.

## Història
L'1 d'abril de 1977, després d'uns anys intentant aconseguir un contracte discogràfic, Motörhead va decidir fer el seu últim concert en el London Marquee Club. Van demanar a Ted Carroll, director de Chiswick Records, que gravés el concert per a la posteritat. En comptes de gravar-ho, ja que no va dur la unitat mòbil, va oferir al grup gravar un senzill. Sent la seva última oportunitat, van gravar 13 pistes sense concloure en només dos dies, pel que Carroll els va deixar l'estudi uns dies més per a completar-les. Vuit d'aquestes cançons es van editar en el seu àlbum debut i homònim. L'àlbum va ser suficient per a assegurar al grup una continuïtat. Però va ser el seu àlbum de 1979, Overkill, el qual els va donar a conèixer.
La portada comptava amb el "Snaggletooth", la calavera que es convertiria en icona del grup, creada per l'artista Joe Petagno. L'interior de l'àlbum contenia fotografies del grup i amics, al costat d'agraïments de Lemmy, Eddie i Phil.

## Llista de cançons

### Cara A
1. "Motörhead" (Ian Kilmister) ? 3:13
2. "Vibrator" (Larry Wallis, Des Brown) ? 3:39
3. "Lost Johnny" (Kilmister, Mick Farren) ? 4:15
4. "Iron Horse/Born to Lose" (Phil Taylor, Mick Brown, Guy "Tramp" Lawrence) ? 5:21

### Cara B
1. "White Line Fever" (Eddie Clarke, Kilmister, Taylor) ? 2:38
2. "Keep Us on the Road" (Clarke, Kilmister, Taylor, Farren) ? 5:57
3. "The Watcher" (Kilmister) ? 4:30
4. "Train Kept A-Rollin'" (Tiny Bradshaw, Howard Kay, Lois Mann) ? 3:19

### Pistes addicionals
1. "City Kids" (Wallis, Duncan Sanderson) ? 3:24
2. Originalment Cara B del senzill Motorhead.
3. "Beer Drinkers and Hell Raisers" (Billy Gibbons, Dusty Hill, Frank Beard) ? 3:27
4. "On Parole" (Wallis) ? 5:57
5. "Instro" (Clarke, Kilmister, Taylor) ? 2:27
6. "I'm Your Witchdoctor" (John Mayall) ? 2:58
  - Pistes 10 - 13 originalment editats com l'EP de 1980 Beer Drinkers and Hell Raisers.

## Banda
- Lemmy (Ian Kilmister) - baix, veu
- "Fast" Eddie Clarke - guitarra
- Phil "Philthy Animal" Taylor - bateria

### Producció
- Productor - John Keen
- Enginyer - John Burns
- Gravat - Escape Studios en Kent
- Barreges - Olympic Studios, Londres
- Productors executius - Motörhead/John Burns
- Logotip - Joe Petagno
- Fotografia - Lensy, Motorcycle Irene